# Universitario de Sucre
Club Universitario – boliwijski klub piłkarski z siedzibą w mieście Sucre.

## Osiągnięcia
- Mistrz Boliwii: 2008 Apertura
- Mistrz II ligi (Copa Simón Bolívar): 2005
- Udział w Copa Libertadores: 2009
- Udział w Copa Sudamericana: 2006, 2010

## Historia
Klub założony został w roku 1962, a przez większość czasu swej działalności występował głównie w drugiej lidze. W pierwszej lidze Universitario wystąpił po raz pierwszy w 1969 roku, i zagrał tylko jeden sezon. W roku 1985 awansował do pierwszej ligi i w 1986 drugi raz zadebiutował w najwyższej klasie klubowych rozgrywek boliwijskich. Po trzech przeciętnych sezonach w 1989 roku nastąpił spadek. Klub powrócił do pierwszej ligi dopiero w 2005 roku po wygraniu pucharu Copa Simón Bolívar.